# ربکا دیلی
ربکا دیلی (Rebecca Daly؛ زاده ۱۹۸۰) کارگردان، فیلمنامه‌نویس و بازیگر ایرلندی است.

## اوایل زندگی
دیلی در ساسکس غربی زاده و در هایواردز هیث در خانواده‌ای ایرلندی بزرگ شد. آن‌ها بعدتر به نیس ایرلند نقل مکان کردند. او در کالج ترینیتی دوبلین مطالعات تئاتر و ادبیات انگلیسی خواند و از مؤسسه فناوری دوبلین کارشناسی ارشد سینما گرفت.

## فیلم‌های بلند
- طرف دیگر خواب (۲۰۱۱)
- پستاندار (۲۰۱۶)
- لطف خوب (۲۰۱۷)

## زندگی شخصی
دیلی در کورک ایرلند زندگی می‌کند. فیلم‌های مورد علاقه او گمشده در ترجمه (۲۰۰۳)، عمو بونمی که زندگی‌های گذشته‌اش را به یاد می‌آورد (۲۰۱۰) و زیر پوست (۲۰۱۳) هستند.